# 1074 Beljawskya
Beljawskya (asteroide 1074) é um asteroide da cintura principal com um diâmetro de 47,82 quilómetros, a 2,606657 UA. Possui uma excentricidade de 0,1737998 e um período orbital de 2 046,88 dias (5,61 anos).
Beljawskya tem uma velocidade orbital média de 16,7684704 km/s e uma inclinação de 0,80296º.
Esse asteroide foi descoberto em 26 de Janeiro de 1925 por Sergei Belyavsky.
O seu nome é uma homenagem ao seu descobridor, Sergei Belyavsky.